# Helipterum moschatum
Helipterum moschatum là một loài thực vật có hoa trong họ Cúc. Loài này được Benth. mô tả khoa học đầu tiên.